# Új Hanza Szövetség
Az Új Hanza Szövetség 2018. februárban alakult, az Európai Unión belüli északi tagállamokat tömörítő szövetség, azaz Írország, Hollandia, Svédország, Dánia, Finnország, valamint a három balti állam: Észtország, Lettország és Litvánia által alkotott csoport. A regionális szervezet kétoldalas alapító dokumentumát a tagországok pénzügyminiszterei írták alá, az alapító dokumentumban az Európai Unió monetáris politikájával kapcsolatos közös álláspontjuk alapjai fogalmazódnak meg. Az Új Hanza Szövetség a konzervatívabb fiskális politikát hasonlóan valló északi országok informális együttműködéséből nőtt ki.
Elnevezése a történelmi Hanza-szövetségből ered, mely a 13-17. században kereskedővárosok szövetségeként működött Észak-Európában és a Balti-térségben.

## Története
Megszületésének előzményéhez tartozik az állami pénzügyeknek az a válsága, amelybe Görögország, majd Portugália, Írország, Spanyolország, Olaszország és Ciprus került a 2007-ben kezdődött gazdasági világválság után, mely az eurózóna válságává terebélyesedett. A Hollandia által vezetett és Németország háttértámogatását élvező Új Hanza Szövetség tagországai attól tartanak, hogy az Európai Unión belüli nagyobb költségvetési deficit, illetve államadósság megengedése, vagy a közös kibocsátású kötvényekhez adott beleegyezés olyan pénzügyi elkötelezettségvállalását eredményezheti, amely felett nem lenne teljes ellenőrzésük.